# 김다빈 (성우)
김다빈(1997년 5월 28일 ~ )은 대한민국의 여성 성우이며 대원방송 성우극회 13기로 입사하여으며 김병현, 오건우, 이동윤, 김서현, 장채연과 동기이다.

## 주요 작품

### 애니메이션

#### 2023년
- 나의 히어로 아카데미아 6기 - 타카미 토미에, 이형계 여성 외 각종 단역
- 나와 로보코 - 춘삼이, 고루리, 일동이
- 닥터 스톤 - 프랑수아
- 말랑쁘니 - 엄마, 둥이 (쌍둥이쁘니)
- 블리치 천년혈전 편 - 쿠로사키 유즈, 히나모리 모모, 츠보쿠라 린, 이세 나나오, 쿠나 마시로, 히우치가시마 메라
- 원피스 무사의 나라 편 - 미저리 외 각종 단역
- 팬더와 친구들의 모험 - 아기 팬더
- 꼬마마법사 레미(재더빙) - 라라, 미소, 윤나리, 훈이
- 먼작귀 - 하늘다람쥐

## OST
- 꼬마마법사 레미 오프닝 꼬마 마법사 카니발 손정민 이주은 한다.
- 꼬마마법사 레미 엔딩 내일은 꼭 한다

### 극장용 애니메이션
- 극장판 도라에몽: 진구와 하늘의 유토피아 - 마림바

### 특촬물
- 가면라이더 리바이스 - 러브코프, 모유진, 차새봄, 어린 기조지, 하진성 엄마 외 각종 단역
- 파워레인저 돈브라더즈 - 각종 단역
- 도겐져스 - 갈리아

### 노래
- 팬더와 친구들의 모험 - 오프닝곡
- 꼬마마법사 레미 오프닝곡 - 꼬마 마법사 카니발!!おジャ魔女カーニバル！！(With |김다빈 손정민, 이주은)
- 꼬마마법사 레미 엔딩곡 - 내일은 꼭